# The Fisher-Maid
The Fisher-Maid est un film muet américain réalisé par Thomas H. Ince et sorti en 1911.

## Fiche technique
- Réalisation : Thomas H. Ince
- Chef opérateur : Tony Gaudio
- Production : Carl Laemmle
- Durée : 10 minutes
- Date de sortie :  États-Unis : 16 mars 1911

## Distribution
- Mary Pickford : Paula
- Owen Moore : Ambrose Fenton